# Misterton, Leicestershire
Misterton är en by i civil parish Misterton with Walcote, i distriktet Harborough, i grevskapet Leicestershire i England. Byn är belägen 20 km från Leicester. Byn nämndes i Domedagsboken (Domesday Book) år 1086, och kallades då Menstre/Minis/Minstretone.